# Partit Democràtic Gabonès
El Partit Democràtic Gabonès (francès: Parti Démocratique Gabonais, abreviat PDG) és el partit polític governant i dominant del Gabon. Entre 1968 i 1990 va ser l'únic partit legal.

## Història
L'any 1953, el partit es va establir com a Bloc Democràtic Gabonès (Bloc Démocratique Gabonais, BDG) com a fusió del Comitè Mixt Gabonès i el Partit Democràtic Gabonès. A les eleccions a l'Assemblea Territorial de 1957 va obtenir vuit escons, acabant darrere de la Unió Democràtica i Social Gabonesa (UDSG), que havia obtingut 14 escons. No obstant això, el BDG va ser capaç de formar un govern de coalició amb la llista "Entesa-Defensa dels Interessos del Gabon", encapçalada per un dels seus membres, i cinc independents.
El BGD i l'UDSG van formar una aliança abans de les eleccions generals de 1961, amb el líder BDG Léon M'ba com a únic candidat presidencial, i una llista conjunta de la Unió Nacional que no va tenir oposició per a l'Assemblea Nacional. A les eleccions parlamentàries de 1964 els dos partits es van enfrontar entre si, amb el BDG guanyant 31 dels 47 escons.
El BDG va ser l'únic partit que va participar en les eleccions generals de 1967, amb M'ba reelegit com a president. M'ba va morir més tard en el mateix any i va ser succeït per Omar Bongo. El 12 de març de 1968, el BDG va ser succeït pel Partit Democràtic Gabonès convertint-se en l'únic partit legal. El PDG i Bongo van ser reelegits en eleccions unipartidistes el 1973, 1980 i 1985, abans que les esmenes constitucionals de maig de 1990 restablissin el sistema multipartidista.
El PDG va mantenir el poder a les eleccions parlamentàries de 1990, guanyant 63 dels 120 escons a l'Assemblea Nacional. Bongo va ser reelegit novament el 1993 amb el 51% dels vots. El partit va obtenir 85 escons a les eleccions parlamentàries de 1996, i Bongo va ser reelegit per cinquena vegada el 1998, amb el 67% dels vots. El PDG va obtenir un escó a les eleccions parlamentàries de 2001 i Bongo va ser reelegit novament el 2005 amb el 79% dels vots.
A les eleccions parlamentàries de 2006, el PDG es va reduir a 82 escons, tot i que va mantenir còmodament la seva majoria i els partits afins van obtenir 17 escons més. Bongo va morir el 2009, i el seu fill Ali Bongo Ondimba es va convertir en el líder del PDG. Va guanyar les eleccions presidencials de finals d'any amb el 42% dels vots. El BDG va obtenir 113 escons a les eleccions parlamentàries de 2011, que van ser boicotejades per la majoria de l'oposició.

## Congressos
Entre el 17 i el 21 de setembre de 1986, el PDG va celebrar el seu Tercer Congrés Ordinari a Libreville. En aquest congrés, es va designar Bongo com el candidat a les eleccions presidencials de novembre de 1986 per partit únic.
De 1991 a 1994, el secretari general del PDD va ser Jacques Adiahénot.
El PDG va celebrar el seu novè Congrés Ordinari del 19 al 21 de setembre de 2008. En aquest congrés, Faustin Boukoubi, que havia estat ministre d'Agricultura, va ser elegit com a secretari general del partit; va reemplaçar Simplice Guedet Manzela, que havia estat secretari general durant deu anys. També al congrés, el Comitè Permanent del Buró Polític, compost per 18 membres, va ser elegit. El Comitè Permanent incloïa dos membres de cadascuna de les nou províncies del Gabon, i 15 dels seus 18 membres eren també membres del govern.
El PDG té diverses branques (o "Federacions") a l'estranger, sent la més gran a França i als Estats Units.